# Łąki nad Szyszłą (Natura 2000)
Łąki nad Szyszłą – specjalny obszar ochrony siedlisk Natura 2000 (PLH060042) zlokalizowany w pobliżu wsi Tarnoszyn w gminie Ulhówek w powiecie tomaszowskim (województwo lubelskie). Całkowita powierzchnia obszaru to 981,05 ha.
Obszar Łąki nad Szyszłą Natura 2000 został utworzony Rozporządzeniem Ministra Klimatu i Środowiska w 2021 roku.
Obszar obejmuje dolinę rzeki Szyszły od wsi Zawady (na zachodzie) po szosę łączącą wsie Dyniska Stare i Dębina (na wschodzie). Na obszarze występuje 7 siedlisk przyrodniczych: 3140 – twardowodne oligo- i mezotroficzne zbiorniki wodne z podwodnymi łąkami ramienic Charetea (9,81 ha), 3160 – naturalne, dystroficzne zbiorniki wodne (9,81 ha), 3260 – nizinne i podgórskie rzeki ze zbiorowiskami włosieniczników (Ranunculion fluitantis) (9,81 ha), 6410 – zmiennowilgotne łąki trzęślicowe (Molinion) (294,3 ha), 6510 – niżowe i górskie świeże łąki użytkowane ekstensywnie (Arrhenatherion elatioris) (147,15 ha), 7210 – torfowiska nakredowe (Cladietum marisci, Caricetum buxbaumii, Schoenetum nigricantis) (19,62 ha) i 7230 – górskie i nizinne torfowiska zasadowe o charakterze młak, turzycowisk i mechowisk (19,62 ha).
Gatunki objęte ochroną, występujące na tym obszarze to: starodub łąkowy, lipiennik Loesela, kumak nizinny, bóbr europejski, wydra europejska, modraszek nausitous i modraszek telejus.
Obszar Natura 2000 Łąki nad Szyszłą częściowo pokrywa się z ostoją ptaków IBA Dolina Szyszły PL115 (877 ha).